# Uromyces costaricensis
Uromyces costaricensis ist eine Ständerpilzart aus der Ordnung der Rostpilze (Pucciniales). Der Pilz ist ein Endoparasit der Süßgrasgattung Lasiacis. Symptome des Befalls durch die Art sind Rostflecken und Pusteln auf den Blattoberflächen der Wirtspflanzen. Sie ist in weiten Teilen Amerikas verbreitet.

## Merkmale

### Makroskopische Merkmale
Uromyces costaricensis ist mit bloßem Auge nur anhand der auf der Oberfläche des Wirtes hervortretenden Sporenlager zu erkennen. Sie wachsen in Nestern, die als gelbliche bis braune Flecken und Pusteln auf den Blattoberflächen erscheinen.

### Mikroskopische Merkmale
Das Myzel von Uromyces costaricensis wächst wie bei allen Uromyces-Arten interzellulär und bildet Saugfäden, die in das Speichergewebe des Wirtes wachsen. Aecien oder Spermogonien der Art sind nicht bekannt. Die gelbbraunen Uredien des Pilzes wachsen beidseitig auf den Wirtsblättern. Ihre goldenen bis annähernd zimtbraunen Uredosporen sind 24–29 × 20–23 µm groß, meist eiförmig und stachelwarzig. Die beidseitig wachsenden Telien der Art sind schokoladenbraun und offenliegend. Die golden bis hell kastanienbraunen Teliosporen sind einzellig, in der Regel schmal eiförmig bis ellipsoid und 24–30 × 14–28 µm groß. Ihre Stiele sind gelblich und bis zu 45 µm lang.

## Verbreitung
Das bekannte Verbreitungsgebiet von Uromyces costaricensis reicht von Brasilien über Mittelamerika und die Karibik bis in die südlichen USA.

## Ökologie
Die Wirtspflanzen von Uromyces costaricensis sind diverse Lasiacis-Arten. Der Pilz ernährt sich von den im Speichergewebe der Pflanzen vorhandenen Nährstoffen, seine Sporenlager brechen später durch die Blattoberfläche und setzen Sporen frei. Die Art verfügt über einen Entwicklungszyklus, von dem bislang lediglich Telien und Uredien sowie deren Wirt bekannt sind; Spermogonien und Aecien konnten dem Pilz nicht zugeordnet werden.